# میلان ننادیچ
میلان ننادیچ (انگلیسی: Milan Nenadić؛ زادهٔ ۱۲ اوت ۱۹۴۳) کشتی‌گیر اهل یوگسلاوی بود.
وی در مسابقات کشوری و بین‌المللی در مجموع برندهٔ ۲ مدال طلا، ۳ مدال نقره، ۳ مدال برنز شده‌است.